# Diphylla ecaudata
Длакавоноги вампир (Diphylla ecaudata) је врста слепог миша из породице љиљака-вампира (Phyllostomidae).

## Распрострањење
Ареал врсте Diphylla ecaudata обухвата већи број држава. Врста има станиште у Бразилу, Мексику, Венецуели, Перуу, Еквадору, Боливији, Сједињеним Америчким Државама, Колумбији, Панами, Никарагви, Костарици, Гватемали, Хондурасу, Салвадору и Белизеу.

## Станиште
Станиште врсте су шуме. 
Врста је по висини распрострањена до 1900 метара надморске висине.

## Угроженост
Ова врста је наведена као последња брига, јер има широко распрострањење и честа је врста.